# Tirreno-Adriatico 1967
La Tirreno-Adriatico 1967, seconda edizione della corsa, si svolse dall'8 al 12 marzo 1967 su un percorso di 1067,9 km, suddiviso su 5 tappe. La vittoria fu appannaggio dell'italiano Franco Bitossi, che completò il percorso in 27h48'05", precedendo i connazionali Carmine Preziosi e Vito Taccone.
I corridori che partirono da Santa Marinella furono 81, coloro che tagliarono il traguardo a San Benedetto del Tronto furono 55.

## Tappe
| Tappa  | Data     | Percorso                                            | km     | Vincitore di tappa | Leader cl. generale |
| ------ | -------- | --------------------------------------------------- | ------ | ------------------ | ------------------- |
| 1ª     | 8 marzo  | Santa Marinella > Fiuggi                            | 181,9  | Franco Bitossi     | Franco Bitossi      |
| 2ª     | 9 marzo  | Fiuggi > Viterbo                                    | 193,6  | Aldo Pifferi       | Franco Bitossi      |
| 3ª     | 10 marzo | Viterbo > Terni                                     | 256    | Tommaso De Prà     | Tommaso De Prà      |
| 4ª     | 11 marzo | Terni > San Benedetto del Tronto                    | 214,4  | Bruno Vittiglio    | Tommaso De Prà      |
| 5ª     | 12 marzo | San Benedetto del Tronto > San Benedetto del Tronto | 222    | Dino Zandegù       | Franco Bitossi      |
| Totale | Totale   | Totale                                              | 1067,9 |                    |                     |

## Dettagli delle tappe

### 1ª tappa
- 8 marzo: Santa Marinella > Fiuggi – 181,9 km

Risultati
| Pos. | Corridore      | Squadra   | Tempo    |
| ---- | -------------- | --------- | -------- |
| 1    | Franco Bitossi | Filotex   | 5h04'05" |
| 2    | Gianni Motta   | Molteni   | a 2"     |
| 3    | Dino Zandegù   | Salvarani | s.t.     |

| Pos. | Corridore      | Squadra   | Tempo    |
| ---- | -------------- | --------- | -------- |
| 1    | Franco Bitossi | Filotex   | 5h04'05" |
| 2    | Gianni Motta   | Molteni   | a 12"    |
| 3    | Dino Zandegù   | Salvarani | a 22"    |

### 2ª tappa
- 9 marzo: Fiuggi > Viterbo – 193,6 km

Risultati
| Pos. | Corridore        | Squadra    | Tempo    |
| ---- | ---------------- | ---------- | -------- |
| 1    | Aldo Pifferi     | Vittadello | 4h39'12" |
| 2    | Michele Dancelli | Vittadello | s.t.     |
| 3    | Roberto Poggiali | Salvarani  | s.t.     |

| Pos. | Corridore        | Squadra    | Tempo    |
| ---- | ---------------- | ---------- | -------- |
| 1    | Franco Bitossi   | Filotex    | 9h42'17" |
| 2    | Michele Dancelli | Vittadello | a 22"    |
| 3    | Aldo Pifferi     | Vittadello | a 32"    |

### 3ª tappa
- 10 marzo: Viterbo > Terni – 256 km

Risultati
| Pos. | Corridore      | Squadra    | Tempo    |
| ---- | -------------- | ---------- | -------- |
| 1    | Tommaso De Prà | Molteni    | 7h14'00" |
| 2    | Vito Taccone   | Germanvox  | s.t.     |
| 3    | Renzo Baldan   | Vittadello | s.t.     |

| Pos. | Corridore        | Squadra   | Tempo     |
| ---- | ---------------- | --------- | --------- |
| 1    | Tommaso De Prà   | Molteni   | 16h59'49" |
| 2    | Vito Taccone     | Germanvox | a 10"     |
| 3    | Carmine Preziosi | Molteni   | s.t.      |

### 4ª tappa
- 11 marzo: Terni > San Benedetto del Tronto – 214,4 km

Risultati
| Pos. | Corridore         | Squadra   | Tempo    |
| ---- | ----------------- | --------- | -------- |
| 1    | Bruno Vittiglio   | Molteni   | 5h23'26" |
| 2    | Giuseppe Fezzardi | Germanvox | s.t.     |
| 3    | Dino Zandegù      | Salvarani | a 8"     |

| Pos. | Corridore        | Squadra   | Tempo     |
| ---- | ---------------- | --------- | --------- |
| 1    | Tommaso De Prà   | Molteni   | 22h20'03" |
| 2    | Vito Taccone     | Germanvox | a 10"     |
| 3    | Carmine Preziosi | Molteni   | s.t.      |

### 5ª tappa
- 12 marzo: San Benedetto del Tronto > San Benedetto del Tronto – 222 km

Risultati
| Pos. | Corridore        | Squadra    | Tempo    |
| ---- | ---------------- | ---------- | -------- |
| 1    | Dino Zandegù     | Salvarani  | 5h23'26" |
| 2    | Franco Bitossi   | Filotex    | s.t.     |
| 3    | Michele Dancelli | Vittadello | s.t.     |

| Pos. | Corridore        | Squadra   | Tempo     |
| ---- | ---------------- | --------- | --------- |
| 1    | Franco Bitossi   | Filotex   | 27h48'05" |
| 2    | Carmine Preziosi | Molteni   | a 12"     |
| 3    | Vito Taccone     | Germanvox | s.t.      |

## Classifiche finali

### Classifica generale - Maglia azzurra
| Pos. | Corridore          | Squadra           | Tempo     |
| ---- | ------------------ | ----------------- | --------- |
| 1    | Franco Bitossi     | Filotex           | 27h48'05" |
| 2    | Carmine Preziosi   | Molteni           | a 12"     |
| 3    | Vito Taccone       | Germanvox         | s.t.      |
| 4    | Roberto Poggiali   | Salvarani         | a 22"     |
| 5    | Michele Dancelli   | Vittadello        | a 32"     |
| 6    | Dino Zandegù       | Salvarani         | s.t.      |
| 7    | Luciano Armani     | Salamini-Luxor TV | a 42"     |
| 8    | Vittorio Adorni    | Salamini-Luxor TV | a 1'22"   |
| 9    | Ole Ritter         | Germanvox         | s.t.      |
| 10   | Giancarlo Polidori | Vittadello        | s.t.      |